# Richard Ansdell
Richard Ansdell, né le 11 mai 1815 à Liverpool en Angleterre, et mort le 20 avril 1885 à Farnborough en Angleterre, est un peintre et graveur paysagiste et animalier de l'ère victorienne.

## Biographie
En 1857, The Etching Club — un club d'aquafortistes anglais auquel il appartient — publie plusieurs eaux-fortes dont Fellow-Commoners et The Sentinel.

## Galerie

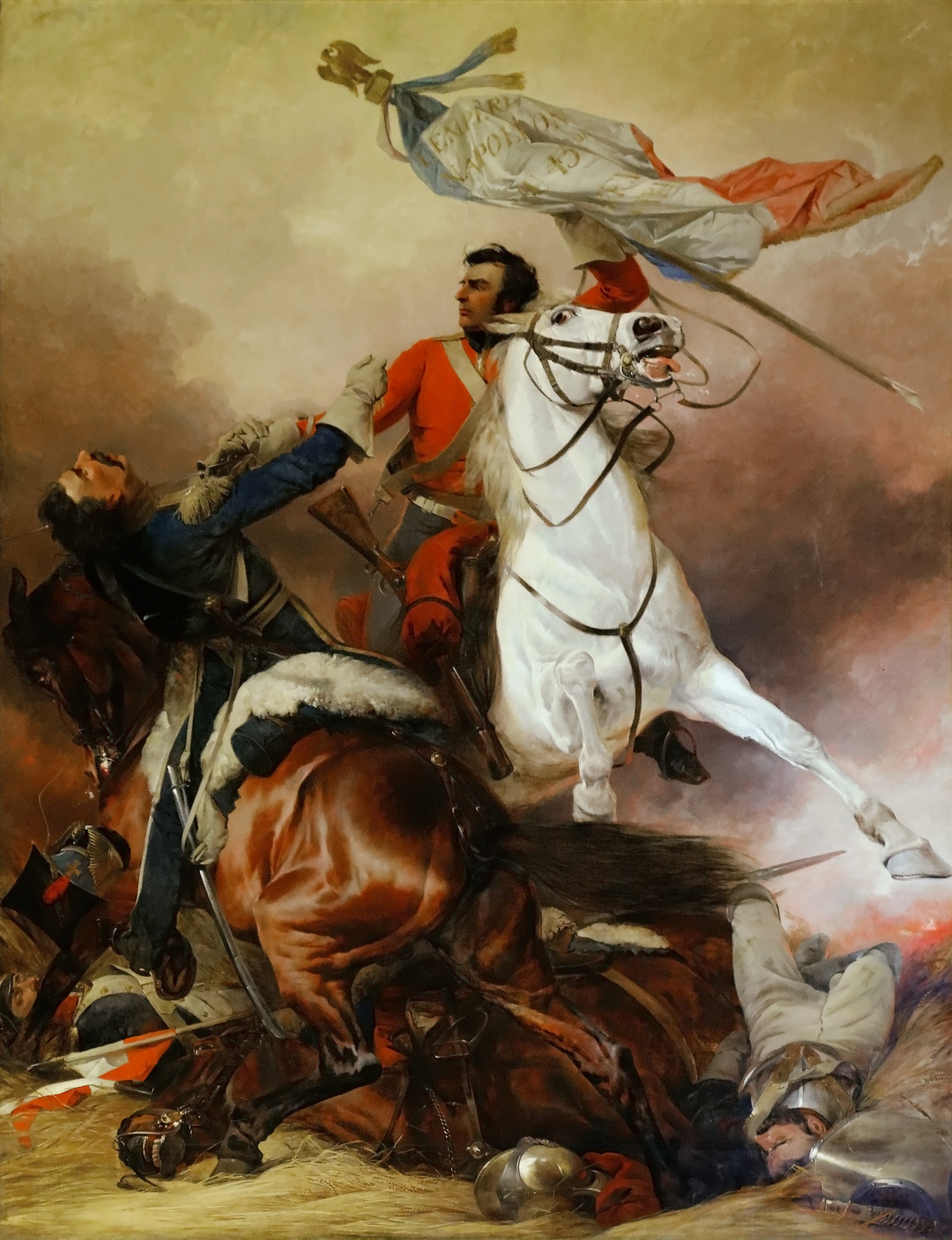
The Fight For The Standard (1847)
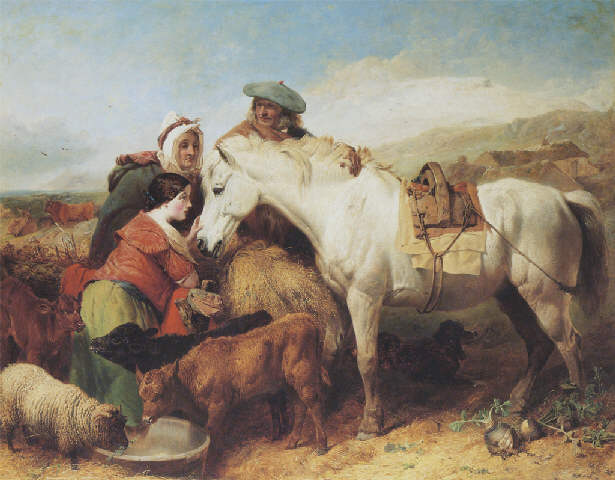
The auld farmer's New Year's (1851)
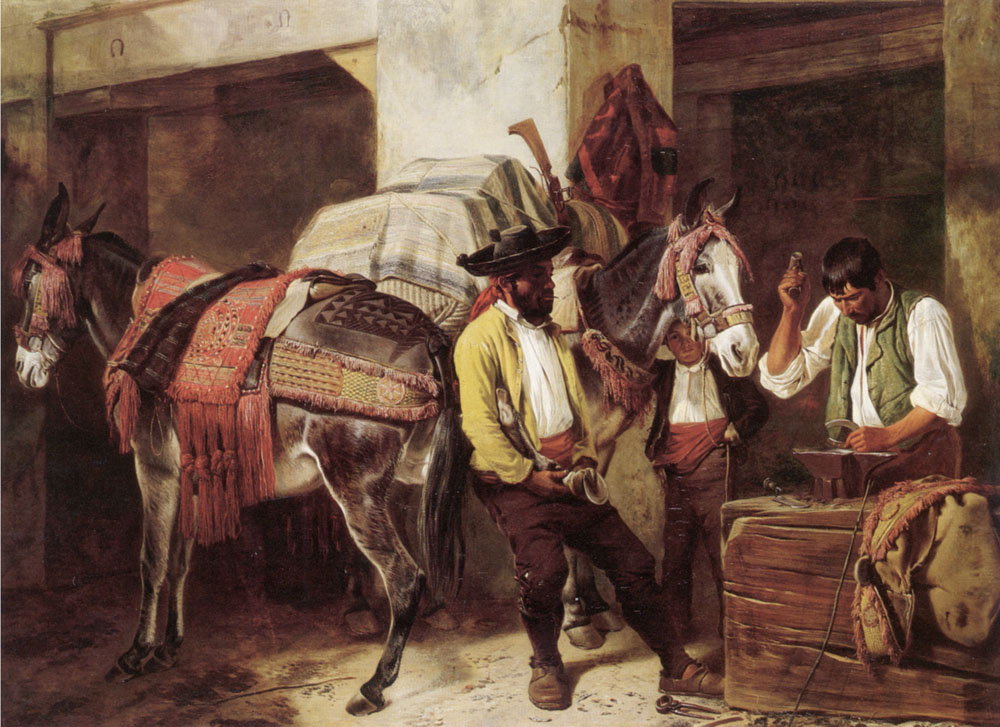
The Blacksmiths Shop (vers 1858)
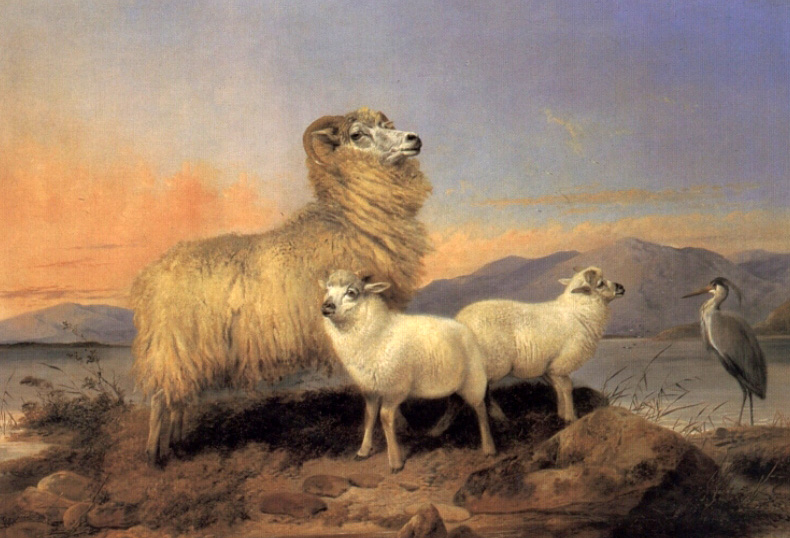
A Ewe with Lambs and A Heron Beside A Loch (1867)
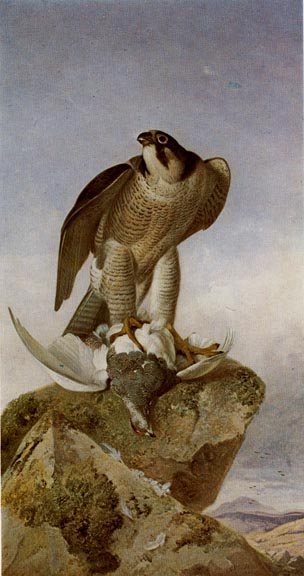
Falcon with a Ptarmigan (1868)
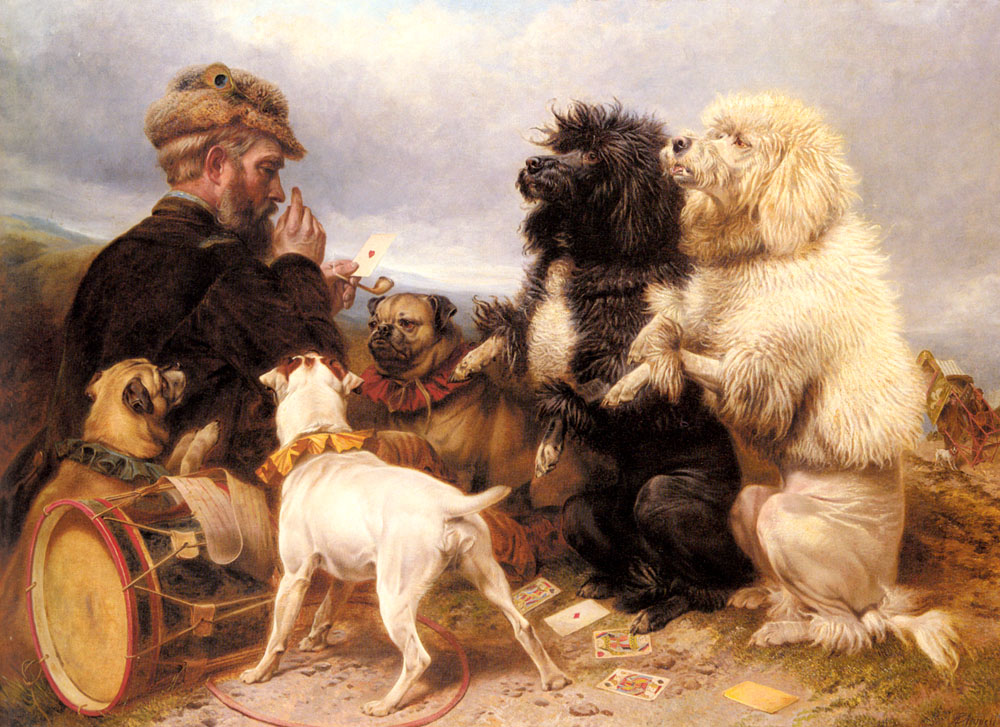
The Lucky Dogs (1881)